# Rest (album)
Pour l’article homonyme, voir REST.
Albums de Charlotte Gainsbourg
Stage Whisper
(2011) Take 2
Rest est le cinquième album de la chanteuse franco-britannique Charlotte Gainsbourg, paru le 17 novembre 2017.

## Histoire
Cet album contient onze chansons enregistrées aux Studios Electric Lady à New York, dont Songbird in a Cage, composée par Paul McCartney. Le premier extrait, Rest, coécrit et composé par Guy-Manuel de Homem-Christo (Daft Punk), est dévoilé début septembre, suivi par les titres Deadly Valentine et Ring-A-Ring O' Roses. L'album a été en grande partie produit par SebastiAn.
Pour sa majeure partie, Charlotte Gainsbourg place l'album sous le signe du deuil : Lying with you évoque  la mort et l'enterrement de son père Serge Gainsbourg, tandis que Kate et Rest sont dédiées à sa sœur Kate Barry et que Les Oxalis raconte une visite sur la tombe de cette dernière,.

## Liste des titres
1. Ring-A-Ring O' Roses
2. Lying with You
3. Kate
4. Deadly Valentine
5. I'm a Lie
6. Rest
7. Sylvia Says
8. Songbird in a Cage
9. Dans vos airs
10. Les Crocodiles
11. Les Oxalis
12. (chanson cachée)

## Musiciens
- Charlotte Gainsbourg : chant
- Émile Sornin : guitare électrique, basse, clavinet, clavecin, mellotron, piano électrique, orgue, synthétiseur, percussions, glockenspiel, effets sonores, ingénieur
- Sebastian Akchoté : guitare, basse, orgue, piano électrique, clavecin, clavinet, synthétiseur , basse synthé, cloches, ingénieur, programmation de la batterie électronique
- Vincent Taeger : batterie
- Anna Elashvili, Annalisa Place, Laura Lutzke, Patricia Kilroy, Pauline Kim Harris, Rob Moose : violons
- Nadia Sirota : alto
- Gabriel Cabezas : violoncelle
- Alice Attal, Elisabeth Sophia Seiple, Rachel Kay McCain, Skyler Pierce Scher : chœurs
- Rachel Drehmann : cor français
- David Nelson : trombone
- Paul McCartney : guitares, piano, batterie additionnelle sur Songbird in a cage

Sur le CD figure une chanson cachée qui commence 30 secondes après la fin de la chanson Les Oxalis. Il s'agit d'un enregistrement de Jo (la seconde fille de Charlotte) chantant l'alphabet, sur lequel a été rajoutée une orchestration en postproduction.

## Classements et certifications
| \| Classement (2017-18) \| Meilleure place \| \| --------------------------------- \| --------------- \| \| Autriche (Ö3 Austria Top 40)[7] \| 49 \| \| Belgique (Flandre Ultratop)[8] \| 18 \| \| Belgique (Wallonie Ultratop)[9] \| 9 \| \| Canada (Canadian Albums)[10] \| 63 \| \| France (SNEP)[11] \| 14 \| \| Allemagne (Media Control AG)[12] \| 74 \| \| Hongrie (Mahasz)[13] \| 38 \| \| Écosse (OCC)[14] \| 66 \| \| Royaume-Uni (UK Albums Chart)[15] \| 89 \| | Classements annuels Cette section est vide, insuffisamment détaillée ou incomplète. Votre aide est la bienvenue ! Comment faire ? |
| Classement (2017-18) | Meilleure place |
| Autriche (Ö3 Austria Top 40) | 49 |
| Belgique (Flandre Ultratop) | 18 |
| Belgique (Wallonie Ultratop) | 9 |
| Canada (Canadian Albums) | 63 |
| France (SNEP) | 14 |
| Allemagne (Media Control AG) | 74 |
| Hongrie (Mahasz) | 38 |
| Écosse (OCC) | 66 |
| Royaume-Uni (UK Albums Chart) | 89 |

## Clips
- Deadly Valentine (mis en ligne le 21 septembre 2017), qui réunit ses filles Alice et Jo et l'artiste américain Devonté Hynes.
- Rest (mis en ligne sur sa chaîne YouTube le 25 septembre 2017, après une mise en ligne exclusive sur Apple Music). Ses filles Alice et Jo font une apparition.
- Ring-A-Ring O' Roses (mis en ligne le 3 novembre 2017), Charlotte Gainsbourg réalise elle-même ce clip qui met en scène son fils, Ben Attal.
- Lying With You (mis en ligne le 1er décembre 2017), tourné dans la maison de son père Serge Gainsbourg[16].
- I'm a Lie (mis en ligne le 10 janvier 2018).
- Sylvia Says (mis en ligne le 29 juin 2018)